# Fluminagrion taxaense
Fluminagrion taxaense – gatunek ważki z rodziny łątkowatych (Coenagrionidae); jedyny przedstawiciel rodzaju Fluminagrion. Endemit Brazylii. Znany jedynie z miejsca typowego, które obecnie znajduje się na terenie Rio de Janeiro. Gatunek został formalnie opisany w 1965 roku, a po raz ostatni stwierdzono go w 1966 roku. Tereny, na których występował, uległy urbanizacji i zachowały się jedynie izolowane obszary podlegające ochronie, w tym Park Ekologiczny Chico Mendez. Być może gatunek ten wymarł, ale IUCN nadal klasyfikuje go jako krytycznie zagrożony (CR).